# Amanda Black
Pour les articles homonymes, voir Antony et Black.
Amanda Benedicta Antony, connue sous son nom de scène Amanda Black, née le 24 juillet 1993 est une auteure-compositrice-interprète sud-africaine.   
Elle accède à la notoriété après la sortie de son single ''Amazulu'' (2016) qui a été nommé pour plusieurs prix de musique. Son premier album studio Amazulu a été certifié disque platine trois semaines après sa sortie officielle. 

## Petite enfance et éducation
Amanda Benedicta Antony est d'ethnie xhosa. Elle est née le 24 juillet 1993 à Mthatha, dans la province du Cap-Oriental, en Afrique du Sud, et a grandi à Butterworth (Cap-Oriental), où elle a passé la majeure partie de sa vie. La chanteuse a ensuite déménagé à Port Elizabeth, où elle a terminé ses études secondaires à la Kabega Christian School, à Port Elizabeth, avant de poursuivre ses études à la Nelson Mandela Metropolitan University, où elle a étudié l'éducation musicale.

## Carrière
Elle commence à chanter très jeune à l'église et à l'école jusqu'à ses 12 ans, où elle commence à participer à des émissions de concours de talents.
Elle participe à trois éditions d'Idols South Africa et devient la favorite des fans lors de la saison 11 du spectacle de talents dans lequel elle se classe parmi les sept premiers. En vue de poursuivre sa carrière musicale, elle déménage à Johannesburg. En janvier 2016, Ambitiouz Entertainment l’approche et lui propose un contrat d’enregistrement.
Le 1er juillet 2016, elle publie son premier single officiel intitulé Amazulu, une chanson qui figurera dans son premier album studio également intitulé Amazulu. La chanson joue un rôle déterminant dans la trajectoire ascendante de sa carrière après sa réception massive, qui voit sa diffusion nationale et son téléchargement plus de 106 000 fois, obtenant également plus de 4 millions de visionnements sur YouTube. Le 11 novembre 2016, elle sort son premier album tant attendu, Amazulu, par le biais d'Ambitiouz Entertainment. Elle remporte un succès commercial et une critique positive. Moins d’un mois après sa sortie, l’album s’est vendu à plus de 31 000 exemplaires, ce qui amène l’industrie du disque d’Afrique du Sud à le certifier comme platine,. Cela lui vaut également des nominations dans cinq catégories à la 16e édition des Metro FM Music Awards et à celles des South African Music Awards 2017,. Elle est également nommée pour Viewers Choice : Meilleur acte international lors de l'édition 2017 des BET Awards.
Le 20 juillet 2018, elle publie Kahle, qui devient également un hit national, est diffusée en direct sur les stations de radio locales et visionnée plus d'un million de fois sur YouTube.
Anthony Hamilton annonce en décembre 2018 sa collaboration avec elle. La chanson elle-même n'est pas encore publiée, mais le 30 janvier 2019, Amanda annonce qu'elle a signé avec Sony Music Entertainment,.  Elle publie plus tard son single Thandwa Ndim. La chanson fait ses débuts au Fresh Breakfast Show de Metro FM avec les DJ Fresh et Somizi Mhlongo, et culmine à la 1ère place du classement iTunes sur la journée du lancement.

## Talents artistiques

### Style musical
Amanda Black possède une gamme vocale soprano à la fois apaisante et puissante. Elle commence très tôt à chanter à l'église, puis continue à chanter ses artistes préférés, notamment Beyoncé, Whitney Houston, Brandy Norwood, Brenda Fassie et bien d'autres. Elle chante dans son dialecte xhosa et en anglais. Dans une interview avec Patience Bambalele de The Sowetan, elle décrit son genre de musique comme Afro-soul avec une fusion de hip-hop et un peu de soul, de Rhythm and blues. Le 29 mai 2017, la chanteuse est apparue dans une interview à l'émission Super Sport TV Show Homeground, animée par Minnie Dlamini et Lungile Radu, quelques mois à peine après la sortie de son album Amazulu. Son producteur de musique, Christer Kobedi, a également affirmé que l'album avait été créé et finalisé en un peu plus d'un mois. La chanteuse a également déclaré que la chanson titre de l'album Amazulu était en fait la première chanson qu'elle ait écrite dans son dialecte, le xhosa.

### Art du visage
Amanda Black orne généralement son visage de peinture pour le visage consistant en lignes pointillées propres aux Xhosas afin d'exprimer à quel point elle est fière de ses racines. 
« L'art du visage xhosa — xhosa umchokozo — est utilisé pour représenter le peuple xhosa. Il existe différents types de modèles créés principalement par les femmes. Alors que je grandissais, cela se faisait surtout lors d'occasions spéciales, mais dans certaines zones rurales du Cap-Oriental, par exemple, l'umchokozo est une pratique quotidienne. L'art du visage xhosa que je porte sur mon visage a fait rapidement partie de mon identité, Amanda Black. Mais cela a commencé comme un moyen de m'exprimer et d'embrasser qui je suis. Pour moi, c'est reprendre ma culture en tant que femme xhosa — et me sentir belle en le faisant. C'est à propos de moi que je vis comme je comprends ma culture. C'est une façon de représenter mes racines et d'où je viens. »

## Discographie
- Amazulu (2016)